# Жемчужное ожерелье (секс)

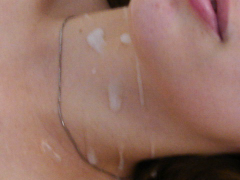
«Жемчужное ожерелье» на шее

Жемчужное ожерелье (англ. Pearl necklace) — термин, относящийся к половому акту, при котором происходит мужская эякуляция на шею (или возле неё) партнёра, грудную клетку или женскую грудь. Это может произойти во время стимуляции пениса грудью, руками или орального секса. Результат зрительно напоминает жемчужное ожерелье, отсюда и название термина.
Это один из способов, который проститутки используют в качестве безопасной альтернативы секса для клиентов, которые отказываются использовать презерватив.

### Кё:ся
Кё:ся (яп. 挟射) — один из способов мужской эякуляции между женских грудей.

#### Общее описание
Во время интрамаммарного секса условием является зажатие женской грудью пениса и стимуляция его до полной эякуляции.
Слово было придумано среди энтузиастов. После интрамаммарного секса, ручной стимуляции, фелляции не оставалось доступных слов. Условие, выражающее желание эякуляции от интрамаммарного секса, призвано было раскрыть одно слово, оно стало широко использоваться различными медиакомпаниями в видео для взрослых.
В позиции сверху женщина получает эякуляцию на лицо и на грудь. Мужчина и женщина с обоюдного согласия получают сексуальное возбуждение от результата интрамаммарного секса в случае его удачного использования на практике. Целью женщины является доведение мужчины интрамаммарным сексом до состояния эякуляции. Мужской пенис насильно выталкивается между женских грудей, вызывая спазмы от движений в лежачей позиции. Результат интрамаммарного секса так же может быть односторонним. Опять же, во время интрамаммарного секса окружность головки полового члена слегка стимулируется при помощи фелляции, эякуляция также возможна и в этот момент. Кроме того, за этим следует Кё:ся и в некоторых случаях эякуляция внутрь рта.
Кроме того, как следует из цитаты Такахаси Ганари, «пайзури и кё:ся, это всего лишь окончательная форма фетишизма больших грудей. Женщины договариваются с мужчинами о защите, дозволяя им некоторые вещи, современная структура сегодняшнего японского общества породила новые изменения.
Нео-фетишизм, как именуют этот клубок немногие сведущие люди»